# Peosidrilus caviatriatus
Peosidrilus caviatriatus är en ringmaskart som först beskrevs av Erséus 1984.  Peosidrilus caviatriatus ingår i släktet Peosidrilus och familjen glattmaskar. Inga underarter finns listade i Catalogue of Life.